# Sacalia
Sacalia es un género de tortugas de la familia Geoemydidae. Las especies de este género se distribuyen por el sur y sudeste de China, Laos y Vietnam.

## Especies
Se reconocen las siguientes dos especies:
- Sacalia bealei (Gray, 1831) - Sur de China
- Sacalia quadriocellata (Siebenrock, 1903) - Sudeste de China, Laos y Vietnam.